# 扶欢镇
扶欢镇，是中华人民共和国重庆市綦江区下辖的一个乡镇级行政单位。

## 行政区划
扶欢镇下辖以下地区：
街道社区、石足村、崇恩村、东升村、青岩村、插旗村、长榜村、高滩村、盘石村、松山村、文峰村、安育村、小卷村、岚垭村、民主村和大石板村。